# Língua literária
Língua literária é o registro de uma determinada linguagem utilizado na escrita literária. Pode incluir também a escrita litúrgica. A diferença entre as formas literária e não-literária (linguagem coloquial) é mais acentuada em alguns idiomas que em outros; quando existe uma divergência muito grande, diz-se que o idioma apresenta diglossia.
O latim clássico era o registro literário do latim, contraposto ao latim vulgar falado por todo o Império Romano. O latim levado pelos soldados romanos à Gália, Ibéria e Dácia não era idêntico ao latim das obras de Cícero e outros autores clássicos, com grandes diferenças no vocabulário, sintaxe e gramática. Algumas obras literárias que mostram o registro mais baixo do idioma durante o período do latim clássico podem dar uma amostra do mundo do latim vulgar arcaico; as obras de autores como Plauto e Terêncio, por serem comédias com diversos personagens que eram escravos ou pertenciam às classes mais baixas, conservam algumas características basiletais latinas, como a fala dos libertos registrada na Cena Trimalchionis (o "Banquete de Trimalquião"), de Petrônio. Durante o terceiro Concílio de Tours, em 813, os sacerdotes foram ordenados a pregar no idioma vernáculo - tanto na rustica lingua romanica (o latim vulgar), ou nos vernáculos germânicos - já que o povo não conseguia mais compreender o latim formal.